# 危害與可操作性分析
危害與可操作性分析（HAZOP）是為了識別及評估在製程上可能產生的問題，結構化及系統化的檢視流程及作業的方法，流程及作業可以是正在計劃中的，也可以是既有的，所關注的問題是可能造成人員或設備的風險，或是影響正常作業的問題。
危害與可操作性分析一開始是用來分析化工廠的程序控制系統，但之後延伸到其他類型的系統，也包括複雜系統及軟體系統。危害與可操作性分析是一種以引導詞（guide-word）配合製程參數（溫度、壓力等）為基礎的定性危害分析技術，一般會由多部門組成的團隊（HAZOP團隊）腦力激盪，透過多次的會議來進行。

## 方式

### 簡介
此分析方式可適用於有相關設計資訊的程序，現有的或規劃中的皆可。一般會包括一個程序流程圖，其中包括許多個別的設備以及連接設備的管路。每一個設備或管路皆標示其「設計意圖」。例如在化工廠中，一個管路的設計意圖是要輸送濃度為96%、溫度為20°C的硫酸，質量流率為2.3 kg/s，從泵浦輸送到熱交換器，熱交換器的設計意圖是將質量流率為2.3 kg/s，濃度為96%的硫酸、溫度由20°C上昇到80°。HAZOP團隊要找出每個意圖中最可能的明顯偏差，可能原因及影響。可以用來判斷現有的安全防護是否足夠，或是需要加入其他行動，使風險降低至允許程度以下。
HAZOP的會議一般是規劃一天三至四小時。一個中型的化工廠中，設備及管路約有一千二百個，大約需要進行四十次HAZOP會議才能確認完所有的項目，現在有許多軟體可以協助HAZOP會議的進行。

### 參數及引導詞
HAZOP需要針對設計意圖選擇適當的參數，常見的字包括流量、壓強、溫度及成份。從上例中可以看出，各參數的偏差就會造成設備和原始設計意圖的偏差。為了識別偏差，可以用一組「引導詞」（Guide Words）配合程序中設計意圖的各參數。依英國標準BS:IEC 61882:2002，有以下這些引導詞：
| 引導詞                 | 意義                     |
| ---------------------- | ------------------------ |
| 無（NO）               | 完全不符合設計意圖       |
| 較多（MORE）           | 定量的增加               |
| 較少（LESS）           | 定量的減少               |
| 不僅……又（AS WELL AS） | 定性的變化/增加          |
| 只有部份（PART OF）    | 定性的變化/減少          |
| 相反（REVERSE）        | 和設計意圖的邏輯恰好相反 |
| 除……以外（OTHER THAN） | 完全取代                 |
| 早（EARLY）            | 相對於某一時間           |
| 晚（LATE）             | 相對於某一時間           |
| 以前（BEFORE）         | 相對於某一程序           |
| 以後（AFTER）          | 相對於某一程序           |

（後面四項適用於批量操作或是序列操作）
引導詞可以和參數組合，形成例如「無流量」、「較多壓力」之類的組合，若組合有意義，即為一個潛在的偏差。在以上例子中，「較少成份」表示硫酸的濃度低於96%，而「錯誤成份」（OTHER THAN COMPOSITION0）表示其中含有其他物質（例如油）。
下表列出一些常用的引導詞及參數的組合，以及這些組合的說明。
| 參數／引導詞                   | 較多            | 較少       | 無               | 相反     | 不僅……又   | 只有部份   | 除……以外     |
| ------------------------------ | --------------- | ---------- | ---------------- | -------- | ---------- | ---------- | ------------ |
| 流量                           | 較多流量        | 較少流量   | 無流量           | 倒流     | 濃度偏差   | 污染       | 材料偏差     |
| 壓強                           | 較多壓強        | 較少壓強   | 真空             |          | 壓強不同   |            | 爆炸         |
| 溫度                           | 高溫            | 低溫       |                  |          |            |            |              |
| 水位                           | 水位過高        | 水位過低   | 無水位信號       |          | 水位不同   |            |              |
| 時間                           | 太長／太遲      | 太短／太早 | 跳過程序中某步驟 | 程序逆行 | 省略動作   | 額外的動作 | 時間錯誤     |
| 搅动                           | 快速混合        | 慢速混合   | 無混合           |          |            |            |              |
| 反應                           | 快速反應／ 失控 | 慢速反應   | 無反應           |          |            |            | 不想到的反應 |
| 啟動／停機                     | 太快            | 太慢       |                  |          | 動作未進行 |            | 配方錯誤     |
| 排水/通風                      | 時間太長        | 時間太短   | 無               |          | 壓力變化   | 時序錯誤   |              |
| 惰性化                         | 高壓            | 低壓       | 無               |          |            | 污染       | 材料錯誤     |
| 工具故障（設備中的氣體，電力） |                 |            | 故障             |          |            |            |              |
| DCS故障                        |                 |            | 故障             |          |            |            |              |
| 維護                           |                 |            | 無               |          |            |            |              |
| 振動                           | 太小            | 太大       | 無               |          |            |            | 頻率錯誤     |

只要建立了系統潛在危害的原因及其影響，就可以研究如何修改系統，提昇安全性。修改的系統要再進行一次危害與可操作性分析，確定沒有新的問題出現。

## 團隊
危害與可操作性分析一般會以團隊的方式來進行，其角色如下（其他參考資料可能會有不同的名稱）：
| 名稱                       | 其他名稱                            | 角色                                                                                             |
| -------------------------- | ----------------------------------- | ------------------------------------------------------------------------------------------------ |
| 研究負責人（Study leader） | 主席（Chairman）                    | 對危害與可操作性分析有經驗，但沒有參與此項設計的人，以確認有謹慎的依危害與可操作性分析的要求進行 |
| 記錄者（Recorder）         | 秘書（Secretary）或抄寫員（scribe） | 確認問題有記錄下來，建議有傳遞出去                                                               |
| 設計者（Designer）         | （或是此製程設計團隊的代表）        | 解釋設計細節，提供進一步資訊                                                                     |
| 使用者（User）             | （或是使用者中的代表）              | 考慮使用情形，詢問其操作性，以及偏差後的影響                                                     |
| 專家（Specialist）         | (or specialists)                    | 在此技術領域有專業知識的人                                                                       |
| 維護者（Maintainer）       |                                     | 未來需維護此程序的人                                                                             |

早期的版本有建議研究負責人也要是記錄者，但現在多半建議有另一個人來記錄。一般建議團隊至少要有五個人，在大型的製程中，可能會有許多個危害與可操作性分析會議，可能會依領域不同，團隊中的專家會不同，設計者也會不同，但一般而言研究負責人及記錄者是不會更換的。團隊最多可以到20人，但一般建議一次開會不會超過8人。現在有許多不同供應商的軟體可以協助研究負責人也要是記錄者。

## 歷史
此分析技術起源自帝国化学工业（ICI）的有機重化事業部（Heavy Organic Chemicals Division），當時是英國的國際級化學公司。此公司1968年到1982年的安全顧問特雷弗·克雷茲曾描述過當時的情形，以下為其描述的摘要。
1963時為了要研究酚製造廠的設計，由三個工程師成立團隊，每週花三天的時間開會討論，持續了四個月之久。一開始用的技術是稱為「嚴格審查」（critical examination）的技術，但之後就將目的改為尋找設計中的變異。公司後來又進一步的改善此流程，稱為「可操作性研究」（operability studies），在是公司中危害分析程序的第三階段（第一及第二階段分別是概念階段及規格階段） ，在第一個細部設計產出後進行。
1974年英國發生了傅立可斯工廠爆炸事件，傅立可斯附近的化工廠爆炸，廠內的72人有28人死亡，36人重傷。之後不久化學工程師協會專業認証委員會（IChemE）在提賽德大學舉辦了一個一週的安全課程，其中也包括上述的分析技術。此課程和之後陸續幾年的課程都全部額滿。在1974年也發表了公開文獻中的第一篇相關論文。1977年時化學工業協會發行了相關指南，但一直到此時都還沒有在正式出版物中出現HAZOP的名稱。克雷茲在1983年首次使用HAZOP，用在IChemE課程的課堂筆記中。自此時開始，危害與可操作性分析成為英國化學工程課程中必修的一部份。

## 延伸閱讀
- Kletz, Trevor.  4th Edition. Taylor & Francis. 2006. ISBN 978052955062 请检查|isbn=值 (帮助).
- Tyler, Brian, Crawley, Frank & Preston, Malcolm.  2nd Edition. IChemE, Rugby. 2008. ISBN 978-0-85295-525-3.
- Gould, J., (2000) Review of Hazard Identification Techniques, HSE（页面存档备份，存于）
- Summary of HAZOP（页面存档备份，存于） Explanation by the US Coastguard
- Hazard and Operability Studies Explanation by a software supplier
- https://web.archive.org/web/20120410212545/http://www.planning.nsw.gov.au/plansforaction/pdf/hazards/haz_hipap8_rev2008.pdf
- 製程安全管理中華民國勞委會